# Литовченко Ігор Володимирович
Лито́вченко І́гор Володи́мирович (нар. 10 травня 1966, Донецьк) — засновник компанії «Київстар», президент «Київстар» з 3 вересня 1997 по 25 червня 2014 року.

## Освіта
Закінчив історичний факультет Київського національного університету імені Тараса Шевченка (1990) і Одеську національну академію зв'язку імені О. С. Попова (2002) за фахом «економіка». Кандидат економічних наук, дисертація «Обґрунтування складу ризиків та їх рівня при оцінці загроз діяльності підприємств» (2004). З 2001 року — академік Міжнародної академії зв'язку і член-кореспондент Міжнародної академії інформатизації. Член Ради підприємців при Кабінеті Міністрів України.

## Біографія
Народився 10 травня 1966 року в Донецьку, але через кілька років сім'я переїхала до Києва. Мати Ігоря Литовченка — медик, її син планував обрати цю ж професію, однак змінив рішення. У 1983 році Ігор Литовченко вступив до Київського національного університету імені Тараса Шевченка на факультет соціально-політичної історії. Після закінчення першого курсу Університету Ігор Литовченко вступив до лав Радянської (на той момент) армії і два роки відслужив у прикордонних військах. За роки служби в армії був відзначений армійським керівництвом і рекомендований для вступу в партію. Однак Ігор Литовченко разом з друзями відкрив невеликий торговий бізнес, що спеціалізувався на оргтехніці. Закінчивши в 1990 році університет, і до 1994 року Ігор Литовченко був спочатку заступником директора виробничого об'єднання «Віта», а потім керівником компанії «Лотос». У 1994 році він заснував компанію «Київстар». Почалося будівництво мережі, заклалася організаційна структура і філософія майбутньої компанії. Перший дзвінок у мережі «Київстар» здійснений 9 грудня 1997 року. Ігор Литовченко був беззмінним керівником компанії з моменту заснування до 2014 року.
Батько двох дітей — виховує дочку і сина.

## Трудова активність
З 1997 року — президент компанії «Київстар». З 2010 року — голова бізнес-одиниці «Україна» компанії VimpelCom Ltd., до якої входить «Київстар».
У кінці 2012 року написав книгу (російською мовою), яка має назву «Зажигая звезду. История „Киевстар“ от первого лица». У книзі автор розповідає про своє життя та становлення телеком-компанії «Київстар». За жанром — роман. Написано книгу до 15 річниці від дня заснування «Київстар».
13 червня 2014 року стало відомо, що Ігор Литовченко залишає свій пост. Наглядова рада звільнила його з посади президента (глави правління) АТ «Київстар» Ігоря Литовченка за згодою сторін із 25 червня.
Також наглядова рада «Київстару» призначила на посаду президента Петра Чернишова з 25 червня.

## Нагороди
- Ордени «За заслуги» III ступеня (2000), II ступеня (2004), I ступеня (2006).
- Почесна нагорода Європейського центру ринкових досліджень (EMRC) (2003) за видатні ринкові досягнення та інноваційну політику «Київстар».
- Золота медаль Асоціації сприяння промисловості SPI (Франція) (2003).
- Почесна грамота Кабінету Міністрів України за суттєвий особистий внесок у реформування національної економіки, розвиток підприємництва та ринкової інфраструктури України, а також за високі досягнення в професійній діяльності (2003).
- Нагорода «Фаворит Олімпу — 2004» в номінації «Керівник року»[6].
- Нагрудний знак «Почесний зв'язківець України» (2005).
- Звання Найкращий топменеджер України [Архівовано 5 грудня 2012 у WebCite] 2009 року.
- За версією видавництва «Комп&ньйон» визнаний найавторитетнішим топменеджером України у 2010 році.
- Переміг у номінаціях «Найкращий менеджер — лідер команди» і «Найкращий менеджер — управління персоналом», а також увійшов до п'ятірки найкращих топменеджерів у загальному рейтингу «ТОП-100. Найкращі топменеджери України» видавництва «Економіка» у 2011 році.